# Port de la Lluna
El Port de la Lluna és el nom col·loquial donat al port de Bordeus, ja que un gran meandre en forma de mitja lluna descriu la Garona al seu pas per la ciutat. Aquest és l'origen de la lluna creixent a la part inferior de l'escut d'armes de la ciutat. La riva esquerra del segle xvi fins al segle xx, era el principal lloc de l'actiu port comercial de Bordeus. Està inscrit a la llista del Patrimoni de la Humanitat de la UNESCO des del 2007.